# Daxing
För andra betydelser, se Daxing (olika betydelser).
Daxing, tidigare stavat Tahing, är ett stadsdistrikt i Pekings storstadsområde i Kina.
Orten fick sitt nuvarande namn när Daxing härad grundades 1154 under Jindynastin. Daxing blev en del av Pekings storstadsområde 1958 och ombildades senare till ett stadsdistrikt.
I Daxing finns sedan 2019 Peking Daxing internationella flygplats, Pekings andra flygplats med internationell trafik. Den kan nås från stadens centrum med Daxing Airport Express, en 41 kilometer lång linje som ingår i Pekings tunnelbanesystem.

## Administrativ indelning
Daxing är indelat i åtta stadsdelsdistrikt, 14 köpingar (varav fem benämns områden) och fyra områden på sockennivå..
Stadsdelsdistrikt:

- Boxing (博兴街道)
- Gaomidian (高米店街道)
- Guanyinsi (观音寺街道)
- Linxiaolu (林校路街道)
- Qingyuan (清源街道)
- Ronghua (荣华街道)
- Tiangongyuan (天宫院街道)
- Xingfeng (兴丰街道)

Köpingar:

- Anding (安定镇)
- Beizangcun (北臧村镇)
- Caiyu (采育镇)
- Lixian (礼贤镇)
- Panggezhuang (庞各庄镇)
- Qingyundian (青云店镇)
- Weishanzhuang (魏善庄镇)
- Yufa (榆垡镇)
- Zhangziying (长子营镇)

Köpingar som benämns områden (地区): 

- Huangcun (黄村地区)
- Jiugong (旧宫地区)
- Xihongmen (西红门地区)
- Yinghai (瀛海地区)
- Yizhuang (亦庄地区)

Områden på sockennivå:
- Beijing Economic and Technological Development Zone (北京经济技术开发区)
- Daxing International Airport (大兴国际机场)
- Daxing Biomedical Industry Base  (大兴生物医药产业基地)
- National New Media Industry Base (国家新媒体产业基地)